# 패츠 월러
패츠 월러(Fats Waller, 1904년 5월 21일 ~ 1943년 12월 15일)는 미국의 남성 재즈 오르가니스트, 재즈 피아니스트, 가수, 작사가, 작곡가, 영화배우이다.

## 생애

### 주요 이력
- 1918년 재즈 오르가니스트 첫 데뷔.
- 1919년 재즈 피아니스트 데뷔.
- 1935년 미국 영화 《Hooray for love》의 단역 출연을 통하여 영화배우 데뷔.
- 1937년 가수 데뷔.

### 사망
그는 1943년 12월 15일에 향년 39세로 요절(병사)하였다.

## 유명세
그는 보통적으로 대한민국 국내에서는 《A thousand dreams of you》라는 노래 작품의 오리지널 원곡 가수로 널리 잘 알려져 있으며 이 곡은 나중에 다시 편곡되어 루이즈 암스트롱(Louis Armstrong)도 리메이크하였다.